# Schloss Unterdürnbach

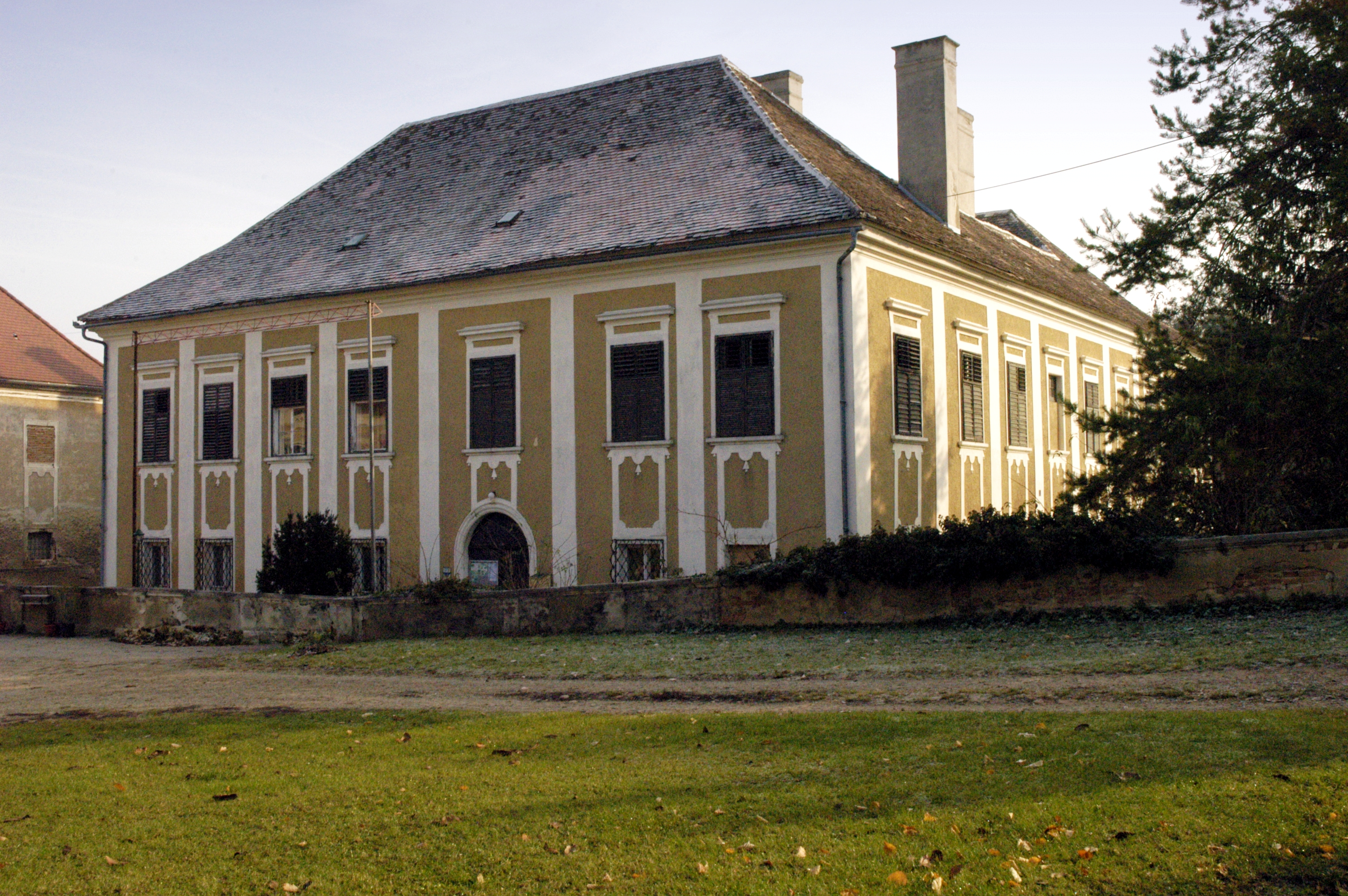
Schloss Unterdürnbach

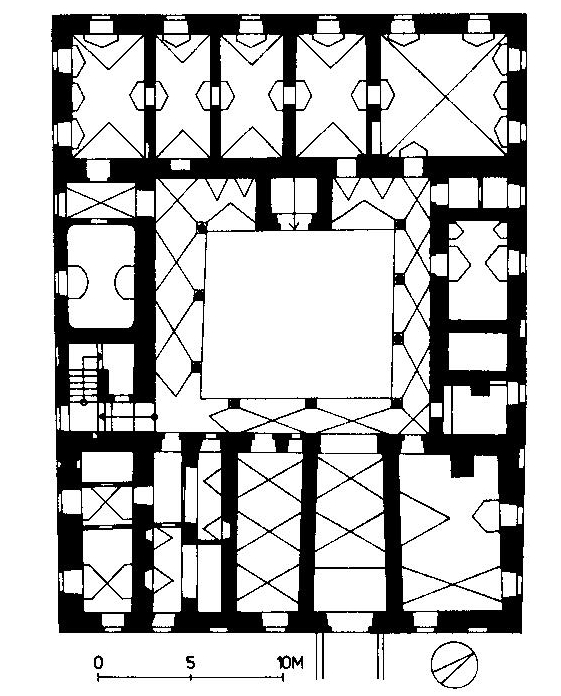
Grundriss des Schlosses

Schloss Unterdürnbach ist ein zweigeschoßiges barockisiertes Schloss aus der Spätrenaissance am südöstlichen Ortsrand der Katastralgemeinde Unterdürnbach der Stadtgemeinde Maissau im Bezirk Hollabrunn in Niederösterreich.
Das Schloss und die Gebäude des westlich angrenzenden ehemaligen Wirtschaftshofes stehen unter Denkmalschutz (Listeneinträge).

## Geschichte

### Bis 1644
Über die Anfänge des Schlosses ist nichts bekannt. In der Mitte des 12. Jahrhunderts findet sich die erste urkundliche Erwähnung eines Festen Hauses der Herren von Durrinbach und aus dem Jahre 1531 ist der Verkauf eines Schlosses verbrieft, das möglicherweise aus diesem Festen Haus hervorgegangen ist. Käufer war Melchior Hohberg, der das Wasserschloss umgestaltete. Aus dieser Zeit stammt das verzierte Rechteckportal zu einem Kellerabgang, welches die Jahreszahl 1556 trägt.
Als nächster Besitzer scheint Georg Bayr auf, der das kaiserliche Schlüsselamt in Krems an der Donau gepachtet hatte und sich im Jahre 1575 um die Aufnahme in den Ritterstand bewarb. Er war mit Anna von Concin, der Witwe nach Johann Friedrich Fernberger von Eggenburg verheiratet, deren Tochter Magdalena aus erster Ehe im Jahre 1585 starb und in Unterdürnbach begraben wurde. Ihr Marmorgrabstein ist in der Pfarrkirche Unterdürnbach erhalten. Ein nicht näher bezeichneter Zubau zum Schloss fand unter Georg Bayr im Jahre 1578 statt.
Nach dem Tod von Georg Bayr im Jahre 1597 folgte sein Sohn Georg Ehrenreich Bayr und ab 1613 Georg Leo Bayr, der aber bereits 1615 starb.
Die folgenden Erbstreitigkeiten brachten Rudolf von Innsbruck in den Besitz des Schlosses. Seine Ehefrau war eine geborene Hohberg, wodurch er erfolgreich Erbansprüche geltend machen konnte.

### Ab 1644

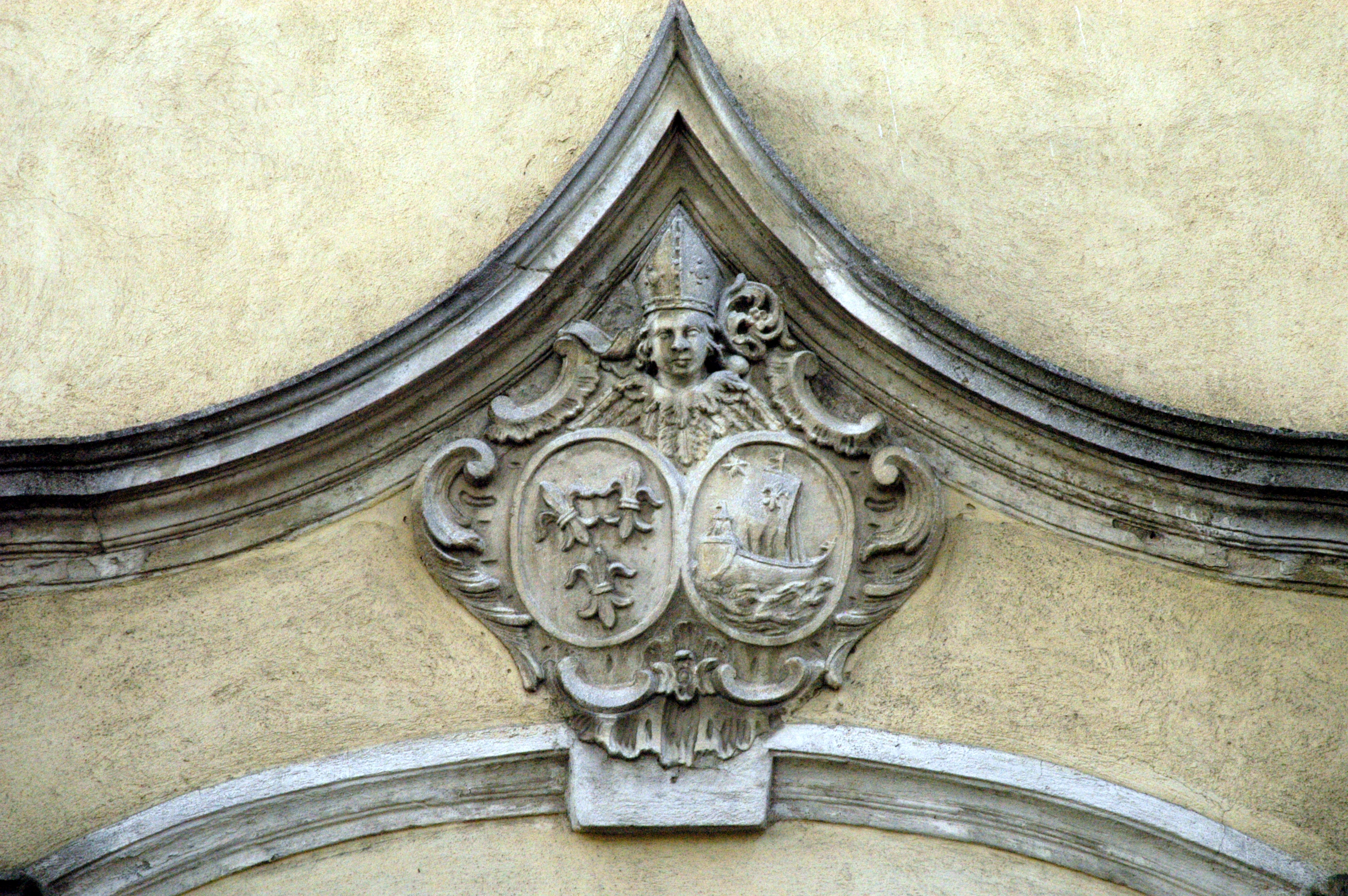
Wappenkartusche Lilienfeld/Peckenstorfer am Hauptportal zum Wirtschaftshof

In der ersten Hälfte des 17. Jahrhunderts wurden die verschuldeten Güter von den niederösterreichischen Ständen öffentlich zum Verkauf angeboten und Stift Lilienfeld kaufte die ganze Herrschaft Unterdürnbach im Jahre 1644 um 21.361 Gulden. Erst im Jahre 1721 war der Verkauf perfekt, nachdem das Stift angemeldete Erbansprüche durch Abstandszahlungen befriedigt hatte.
Unter Abt Dominik Peckenstorfer erfolgte von 1747 bis 1757 der Umbau des Wasserschlosses in das heutige Bauwerk mit der barock gegliederten Fassade, dem säulenverzierten Innenhof und den großen Sälen im oberen Stockwerk. Das Wappen des Abtes ist außen beim Eingang in den Schlosshof angebracht. Im Schloss waren die Arbeitsräume der Herrschaftsverwaltung und die Wohnräume des Lilienfelder Verwalters untergebracht. Von hier aus wurden die Besitzungen des Stiftes in Stratzing, Radlbrunn (Gemeinde Ziersdorf), Roseldorf (Gemeinde Sitzendorf) und Grafenberg (Gemeinde Straning-Grafenberg) verwaltet. Es wurden von hier aus auch jene Verwaltungsaufgaben wahrgenommen, die nach der Bauernbefreiung von der Erbuntertänigkeit ab September des Jahres 1848 von den Bezirkshauptmannschaften und Bezirksgerichten übernommen wurden.

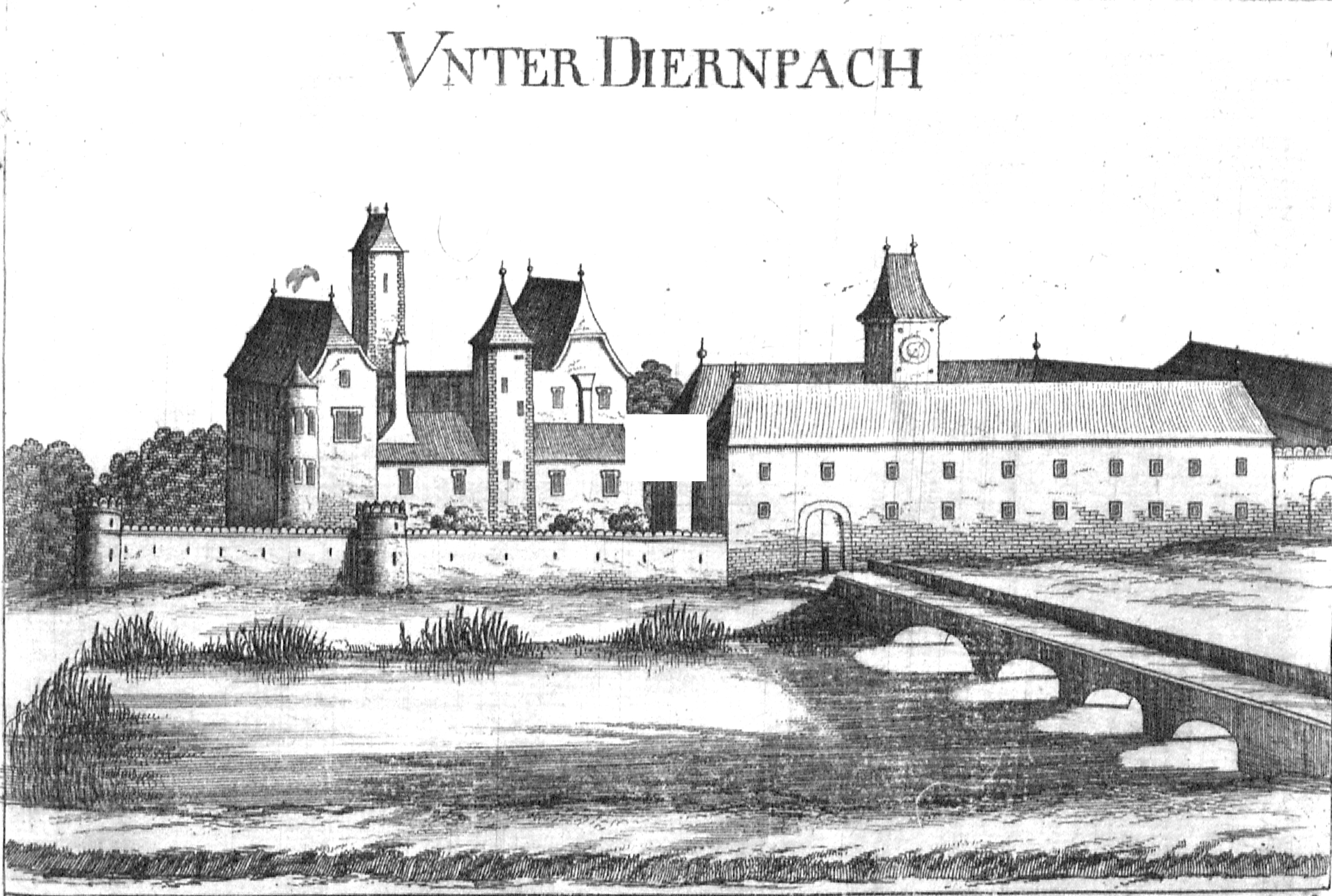
Schloss Unterdürnbach auf einem Stich von Vischer

Im Jahre 1809 kam es zu einem Großbrand. Ein Turm, der auf einem Stich von Georg Matthäus Vischer noch zu sehen ist, wurde nicht wieder aufgebaut.
Bis zum Jahre 1970 war das Gut in Unterdürnbach im Besitz des Stiftes Lilienfeld. Dann wurden die etwa 100 Hektar umfassenden Ackergründe an Landwirte aus Unterdürnbach und Frauendorf (Gemeinde Sitzendorf an der Schmida) verkauft. Auch die dem Schloss vorgelagerten umfangreichen Wirtschaftsgebäude kamen in den Besitz eines örtlichen Landwirtes.
Heute wird das Schloss als Pfarrhof verwendet. Im Sommer finden im Arkadenhof und im Affensaal Konzerte statt.

## Baubeschreibung

### Wirtschaftshof

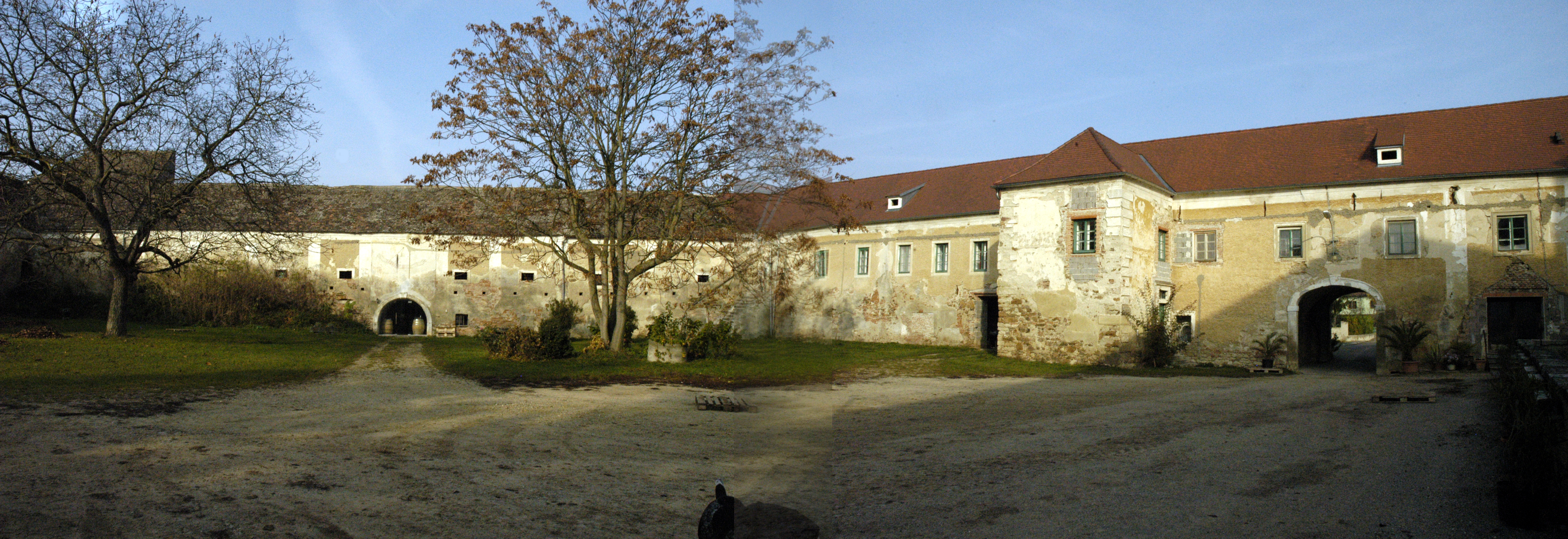
West- und Nordtrakt des Wirtschaftshofes

Dem Schloss ist westlich ein weiträumiger dreiflügeliger Wirtschaftshof mit ein- bis zweigeschoßigen Trakten vorgelagert. Die Gebäude sind im Kern überwiegend aus der zweiten Hälfte des 16. und dem Beginn des 17. Jahrhunderts.
Der Nordtrakt mit spätbarocker Faschengliederung hat ein spätbarockes repräsentatives Säulenportal mit geschwungenem Spitzgiebel aus dem dritten Viertel des 18. Jahrhunderts mit einer Wappenkartusche „Stift Lilienfeld/Dominik Peckenstorfer“ und ein biedermeierliches Holztor aus dem zweiten Viertel des 19. Jahrhunderts. Die hofseitige Fassade hat Portal- und Fenstergewände aus dem 17. Jahrhundert sowie einen Mittelrisalit mit Ortsteingliederung. Die Fenster im Erdgeschoß sind innen mit Stichkappen überwölbt.
Die Fassade des Westtraktes ist durch Riesenlisenen gegliedert, die Rundbogendurchfahrt hat ein Tonnengewölbe mit angeputzten Kreuzgraten. Innen befinden sich ebenfalls Stichkappentonnen.
Ein abgefastes rundbogiges Kellerportal aus dem 16. Jahrhundert befindet sich im Südtrakt. Im Inneren dieses Traktes gibt es zum Teil Platzlgewölbe aus dem 18. Jahrhundert.

### Schloss

#### Außen
Der zweigeschoßige Vierflügelbau ist von einem Wassergraben sowie südlich und östlich von einer ursprünglich wehrhaften äußeren Mauer mit runden, bastionsartigen Ecktürmchen aus dem späten 16. Jahrhundert umgeben. Das südöstliche Türmchen ist als barocker Pavillon ausgebaut.
Die Fassade hat eine spätbarocke Blendrahmengliederung durch Riesenlisenen und in den Fensterachsen eine rasterförmige Gliederung mit Schabrackenmotiven aus der Mitte des 18. Jahrhunderts. Die Fenster im Erdgeschoß haben Bleiglasfenster und sind mit barocken Fensterkörben versehen. Jene des Obergeschoßes haben Gesimsverdachungen und Fenstersohlbänke aus der zweiten Hälfte des 16. und dem Beginn des 17. Jahrhunderts. Ein umlaufendes gekehltes Traufgesims bildet den oberen Fassadenabschluss.
Das profilierte Rundbogenportal an der Westfassade stammt vermutlich aus dem frühen 18. Jahrhundert, die Einfahrt wird durch ein weites Kreuzgratgewölbe abgeschlossen.
Der zweigeschoßige Säulenarkadenhof hat Kreuzgratgewölbe aus dem 16. Jahrhundert. Eine Säule ist mit einem Akanthuskapitell versehen. An der Ostseite des Hofes ist ein eingestellter Kellerabgang mit einem Rechteckportal. Dieses Portal hat ein floral reliefiertes Gewände, welches mit „1556“ bezeichnet ist.

#### Innen

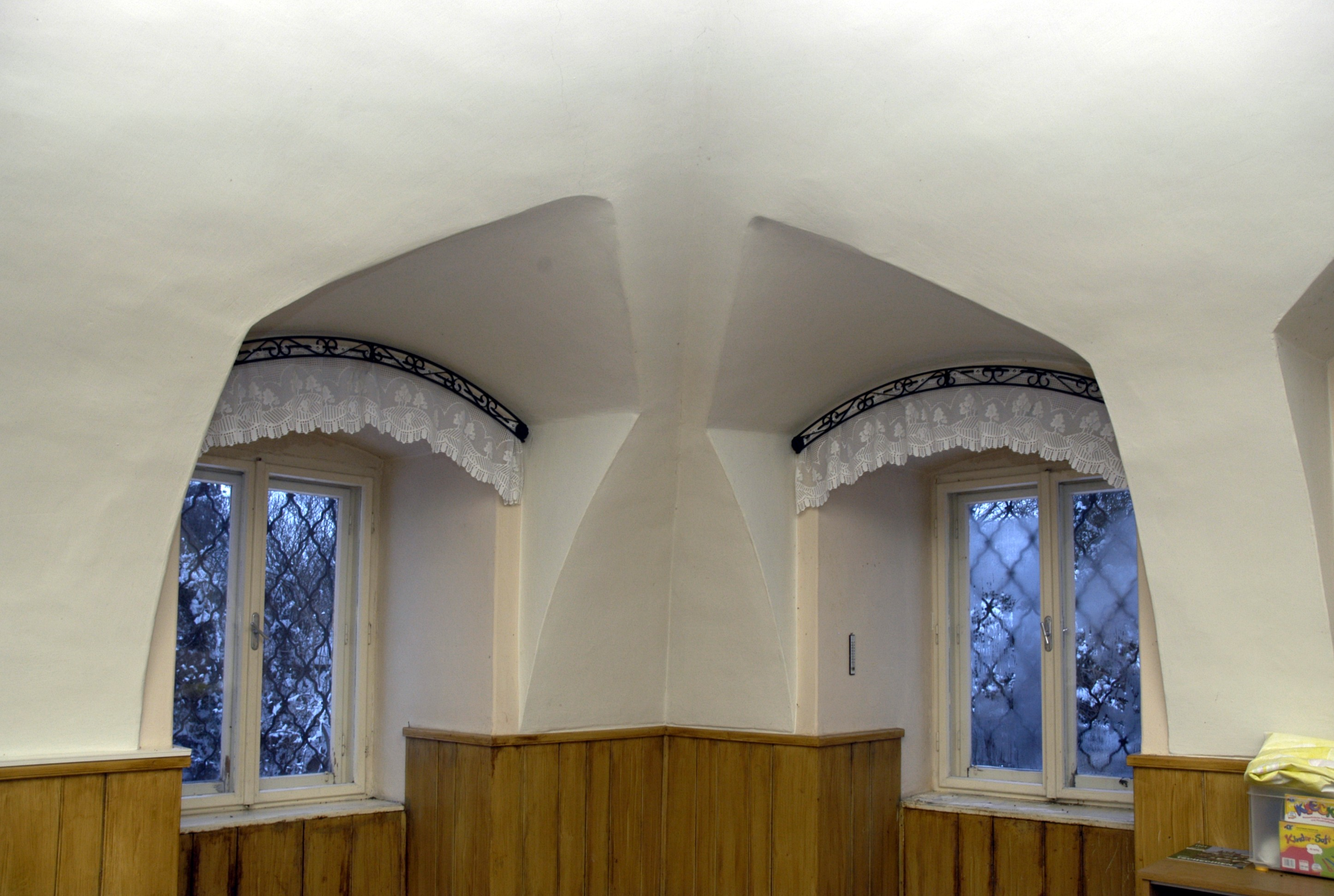
Stichkappen im Erdgeschoß

Die Räume des Erdgeschoßes sind mit weiten Tonnengewölben und Stichkappen aus dem 16. Jahrhundert sowie mit barocken Stichkappengewölben aus der Mitte des 18. Jahrhunderts überwölbt. Die rechteckigen steinernen Türgewände sind zart genutet.
Im Nordflügel ist eine tonnengewölbte Kapelle mit Stichkappen, die für den geistlichen Gutsverwalter als Gottesdienstraum vorgesehen war und in der heute die Wochentagsgottesdienste der Pfarre Unterdürnbach stattfinden.
Der Stiegenaufgang zum Obergeschoß hat ein Balustergeländer, die Räume des Obergeschoßes verfügen über einfache Stuckdecken und teilweise polychromierte Putzspiegel. Ein Raum hat ein weites Stichkappengewölbe aus dem 18. Jahrhundert.

## Ausstattung
Im ehemaligen Rittersaal (heute „Affensaal“ bezeichnet nach fünf Affen in der Wandmalerei) befinden sich Wandmalereien mit Darstellungen exotischer Tiere und Landschaften aus dem Ende des 18. und dem Anfang des 19. Jahrhunderts. In einer Ecke steht ein barocker Kachelofen mit Bandlwerkdekor aus der Mitte des 18. Jahrhunderts, der vom Gang aus zu beheizen war. In einer der mundgeblasenen Fensterscheiben sind die Worte „Richter, Geschworene, Spitzbuben“ eingeritzt, was darauf schließen lässt, dass der Raum als mittelalterlicher Gerichtssaal verwendet wurde.
Ein Raum, der als Schlafraum gedient hatte, ist mit Wandmalereien ausgestattet, die mit „Johann Oswald fecit“ bezeichnet sind.
In der Kartusche eines geschweiften Stuckspiegels im ehemaligen Prälatensaal (heute „Bilderzimmer“) befindet sich das Wappen des Abtes Dominik Peckenstorfer. Wandmalereien in geometrischen Feldern dieses Raumes zeigen Darstellungen der Besitzungen von Stift Lilienfeld, die von Genremalereien umgeben sind.
Im gegenüberliegenden Klavierzimmer befindet sich ein weiterer barocker Kachelofen mit Bandlwerkdekor aus der Mitte des 18. Jahrhunderts. In einem anderen Raum steht ein weiterer Kachelofen mit Empiredekor aus der ersten Hälfte des 19. Jahrhunderts.
Die Decke des Speisezimmers hat eine realistische Bemalung, welche den Eindruck einer echten Holzdecke vermittelt.
In den Regalen des Archives befinden sich Reste des Bestandes an Akten und Dokumenten der ehemaligen Grundherrschaft. Im Jahre 1848 mussten Teile des Gesamtbestandes abgegeben werden, die sich heute zum Teil im Niederösterreichischen Landesarchiv in St. Pölten und teilweise in der Außenstelle in Bad Pirawarth befinden. Ein Teil des Bestandes ist bis heute nicht gesichtet und erforscht.
In der Kapelle befindet sich ein barocker Sarkophagaltar mit Retabelaufbau und Rocailledekor. Das Altarblatt aus der Mitte des 18. Jahrhunderts, welches von vergoldeten Statuen der Heiligen Josef und Joachim flankiert wird, zeigt Anna selbdritt mit Gnadenbild. Seitlich stehen Figuren der Madonna aus dem Jahre 1607 und des heiligen Josef mit Kind aus dem 17. Jahrhundert. An der linken Wand hängt ein Jesusbild.